# Henry Lincoln
Henry Lincoln, född Henry Soskin den 12 februari 1930 i London, död 23 februari 2022 i Limoux i Aude, Frankrike, var en brittisk författare, skribent och skådespelare, mest känd för att ha bidragit till boken Heligt blod, helig Gral (1982).